# Wasonaka yepomerae
Wasonaka yepomerae är en utdöd fågel i familjen änder inom ordningen andfåglar. Den beskrevs 1966 utifrån fossila lämningar från pliocen funna i delstaten Chihuahua, Mexiko.